# 1966 aux échecs
| Années des échecs : 1963 - 1964 - 1965 - 1966 - 1967 - 1968 - 1969    |
| Décennies des échecs : 1930 - 1940 - 1950 - 1960 - 1970 - 1980 - 1990 |

Cet article présente les faits marquants de l'année 1966 aux échecs.

## Événements majeurs
Tigran Petrossian remporte le Championnat du monde d'échecs 1966 qui l'oppose à Boris Spassky.
L'URSS remporte l'Olympiade d'échecs de 1966 disputée à La Havane à Cuba.
Boris Spassky remporte la Coupe Piatigorsky devant Fischer, Larsen, Portisch, Unzicker et  Petrossian.

## Championnats nationaux
- Argentine : Miguel Quinteros remporte le championnat[1],[2]. Chez les femmes, pas de championnat.
- Autriche :Pas de championnat[3], chez les femmes, Wilma Samt s’impose[4].
- Belgique : François Cornelis remporte le championnat[5]. Chez les femmes, pas de championnat[6].
- États-Unis du Brésil : Jose Pinto Paiva remporte le championnat[7]. Chez les femmes, c’est Ruth Volgl Cardoso qui s’impose.
- Canada : Pas de championnat[8].
- Chine : Zhang Donglu remporte le championnat[9].
- Écosse : AM Davie remporte le championnat[10].
- Espagne : Arturo Pomar remporte le championnat[11]. Chez les femmes, pas de championnat[12].
- États-Unis : Bobby Fisher remporte le championnat[13]. Chez les femmes, Gisela Kahn Gresser et Lisa Lane s’imposent[14].
- Finlande: Heikki Westerinen remporte le championnat[15].
- France : Volf Bergraser remporte le championnat [16]. Chez les femmes, pas de championnat[17].
- Inde : Rusi Madon remporte le championnat[18].
- Iran : Mohammad Hossein Farboud remporte le championnat[19].

- Pays-Bas : Corrie Vreeken remporte le championnat féminin[20]. Pas de championnat masculin cette année.
- Pologne : Jerzy Kostro remporte le championnat[21].
- Royaume-Uni : Jonathan Penrose remporte le championnat[22].

- Suisse : Edwin Bhend remporte le championnat [23]. Chez les dames, Mathilde Laeuger s’impose[24].
- RSS d'Ukraine : Youri Sakharov remporte le championnat[25],[26], dans le cadre de l’U.R.S.S.. Chez les femmes, Olga Andreïeva s’impose[27].
- République fédérative socialiste de Yougoslavie : Svetozar Gligorić remporte le championnat[28],[29]. Chez les femmes, pas de championnat.

## Naissances
- Ievgueni Bareïev
- Aleksandr Khalifman
- Lembit Oll

## Nécrologie
- En 1966 : Reino Niemi (en)
- 9 janvier : Ladislav Prokeš
- 17 février : Siegmund Beutum (en)
- 3 mars : Hans Christian Christoffersen (en)
- 19 avril : Carlos Rodríguez Lafora (en)
- 24 avril : Gerrit van Doesburgh (en)
- 25 avril : Mir Sultan Khan
- 8 juin : Patrick Brendan Kennedy (en)
- 6 juillet : Aristide Gromer
- 12 août : Rudolf Elstner (en)
- 20 septembre : Inge Johansson (en)
- 3 octobre : Teodors Bergs (en)